# قودسه
قودسه (به لاتین: Qodəsə) یک منطقه مسکونی در جمهوری آذربایجان است که در شهرستان لنکران و در دهیاری ترک‌انجیر واقع شده است.